# Trilobits
Els trilobits (Trilobita) són una classe d'artròpodes extints que aparegueren al període Cambrià inferior i prosperaren durant tot el Paleozoic inferior abans de començar un llarg declivi vers l'extinció quan, durant l'extinció del Devonià superior, s'extingiren tots els ordres de trilobits excepte els proètides. Els últims trilobits desaparegueren a l'extinció massiva que es produí a finals del Permià, fa aproximadament 250 milions d'anys.
Els trilobits són molt coneguts i possiblement són el segon grup fòssil més cèlebre després dels dinosaures. Quan els trilobits aparegueren en el registre fòssil durant el Cambrià inferior, ja eren molt diversos i estaven geogràficament molt estesos. A causa de la seva diversitat i el seu exoesquelet fàcilment fossilitzable, deixaren un extens registre fòssil, amb unes 17.000 espècies al llarg del Paleozoic. Els trilobits són importants en la investigació bioestratigràfica, paleontològica i tectònica. Sovint se'ls classifica dins el clade artròpode dels esquizoramis, dins la superclasse dels aracnomorfs, tot i que se'n poden trobar diverses taxonomies a la literatura.
Els diferents trilobits tenien modes de vida diferents. Alguns tenien una vida bentònica com a depredadors, carronyaires o alimentant-se per filtratge. Alguns nedaven (estil de vida pelàgic) i s'alimentaven de plàncton. La majoria de modes de vida observats en els artròpodes marins actuals estaven presents en els trilobits, tret del parasitisme. Fins i tot es creu que alguns trilobits (especiament la família dels olènids) desenvoluparen una relació simbiòtica amb bacteris consumidors de sofre, dels quals obtenien aliment.

## Filogènesi
Malgrat el seu ric registre fòssil, amb milers de gèneres d'arreu del món, la taxonomia i filogènesi dels trilobits presenten moltes incerteses. La divisió sistemàtica dels trilobits en nou ordres diferents és representada per una visió molt estesa que canviarà inevitablement a mesura que apareguin noves informacions. Amb la possible excepció dels membres de l'ordre dels facòpids, tots els ordres de trilobits aparegueren abans del final del Cambrià. La majoria de científics creuen que l'ordre dels redlíquids, i més concretament el subordre dels redliquins, conté l'avantpassat comú de tots els altres ordres, excepte possiblement els agostins. Mentre que es troben moltes filogènies potencials a la literatura, la majoria presenten els redliquins que donen origen als ordres dels corinexòquids i els ptiquopàrids durant el Cambrià inferior, i els líquids que descendeixen o bé dels redlíquids o bé dels corinexòquids durant el Cambrià mitjà. Els pticopàrids són l'ordre més problemàtic per la classificació dels trilobits. A l'obra del 1959 Treatise on Invertebrate Paleontology, el que ara constitueixen els ordres dels pticopàrids, els asàfides, els proètides i els harpètides foren agrupats com l'ordre Ptychopariida; el 1990 es creà la subclasse Librostoma per agrupar tots aquests ordres, basant-se en el seu tret ancestral compartit d'un hipostoma natant (no ancorat). L'ordre de trilobits més recentment descrit, el dels harpètides, fou creat el 2002. El progenitor de l'ordre dels facòpids és incert.
Basant-se en les similituds morfològiques, és possible que els trilobits tinguessin com a avantpassats criatures artropomorfes com Spriggina o Parvancorina (que tenen l'aparença d'artròpodes sense exoesquelet o invertebrats de cos tou) i altres animals del període Ediacarià (Precambrià). Existeixen semblances morfològiques entre els trilobits primerencs, de l'ordre dels redlíquids, i altres artròpodes cambrians descoberts als esquists de Burgess (Canadà), Chegjiang (Xina), Ediacara (Austràlia) i altres jaciments fòssils.
Les principals similituds amb organismes menys evolucionats són:
- Preformació d'un segment cefàlic diferenciat. En alguns exemplars de Spriggina es poden distingir formacions similars a les espines genals (de les galtes).
- Bilateralitat i la diferenciació de formes o lòbuls laterals (predisposició al trilobitomorfisme).
- Segmentació continuada del cos, especialment en Spriggina. Es tracta d'una característica que facilitava el mecanisme d'enrotllament defensiu als trilobits.

Alguns exemplars d'invertebrats de cos tou tenen una forma molt semblant a la de les primeres etapes larvàries dels trilobits, conegudes com a protaspis.

## Morfologia

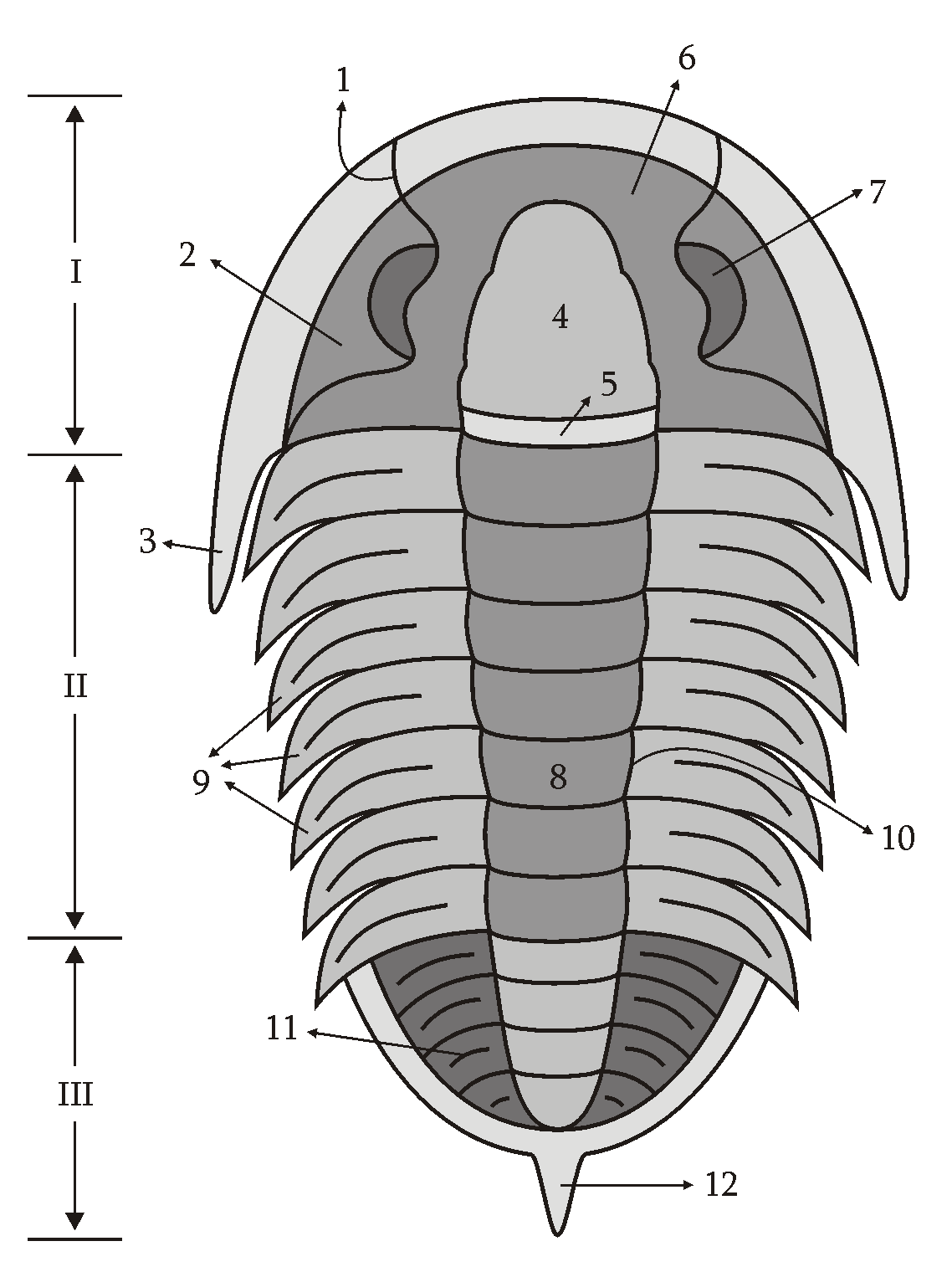
Morfologia d'un trilobit:
I- Cèfalon
II- Tòrax
III- Pigidi
1- Sutura facial
2- Formació librigenal
3- Punta genal
4- Glabel·la
5- Anell occipital
6- Formació fixigenal
7- Ull
8- Lòbul axial
9- Pleures
10- Solc dorsal
11- Segments del pigidi
12- Tèlson o espina posterior

L'aspecte general del cos dels trilobits sol ser ovalat, amb divisió longitudinal tripartida, en tres lòbuls, que és la que dona nom als trilobits. L'exoesquelet està disposat en tres seccions principals:
- El cèfalon (cap), amb forma d'escut, conté dues antenes preorals i quatre apèndixs postorals principals birramis completament soldats, i els ulls.
- El tòrax (tronc), que consta d'entre dos i setze segments[8] amb múltiples plaques totalment articulades i era molt flexible. Cada segment consisteix en l'anell axial central i les pleures exteriors, que protegien els membres i les brànquies. A vegades, les pleures estan abreujades per tal de reduir el pes, o esteses per tal de formar llargues espines. Els apodemes són projeccions bulboses de la part inferior a les quals s'ancoraven la majoria dels músculs de les potes, tot i que alguns s'ancoraven directament a l'exoesquelet.[9] Distingir on acaba el tòrax i on comença el pigidi pot ser problemàtic, i molts recomptes de segments sofreixen d'aquest problema.[8]

- El pigidi (cua), on es fusionen el final dels segments del tòrax amb el tèlson. En els trilobits més primitius els pigidis resulten molt rudimentaris. Era un membre important pel desplaçament aquàtic.

### Cèfalon

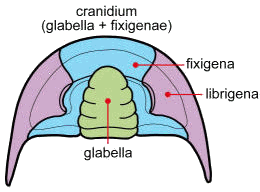
Morfologia general del cèfalon

El cèfalon dels trilobits està constituït per diferents parts, basant-se en les sutures, les plaques i la seva posició que, a més, poden tenir una estructura, forma i mida molt variable. Bàsicament serien: 
- Glabel·la, localitzada al centre i prolongació del lòbul axial del tòrax, de forma convexa i estriada. Està rodejada per formacions genals de dos tipus, les fixigenals i el librigenals. La mida i el nombre d'estries de la glabel·la s'ha relacionat amb la composició de la seva dieta.
- Formacions fixigenals, es localitzen tant a la zona anterior com immediatament lateral de la glabel·la, interior a les diferents plaques facials. L'estructura formada per la glabel·la amb les fixigenals s'anomena cranidi i resta fixa al cos durant l'ècdisi o muda.
- Formacions librigenals, generalment situades als laterals més externs i separades per unes sutures que facilitaven el procés de la muda i s'expel·lien amb la resta de plaques facials i l'exoesquelet obsolet.
- Boca, estaria localitzada a la part mitjana inferior, darrere i sota el llavi, que es conserva en poques ocasions.
- Antenes, situades a ambdós costats del llavi i anteriors a la boca. Eren òrgans sensitius, segurament amb funcions gustatives i olfactives.
- Hipostoma, era una placa suspesa sota la glabel·la que protegiria la boca. Entre aquesta estructura i la glabel·la s'hi trobarien l'esòfag i l'estómac. La seva forma, mida i situació al celàfon és molt variable i es classifica en:

1. Connectat, fixat al vorell de la placa facial anterior i en contacte amb l'extrem anterior de la glabel·la.
2. Desplaçat, fixat al vorell de la placa facial anterior però sense contacte amb l'extrem de la glabel·la.
3. Flotant, en contacte amb l'extrem anterior de la glabel·la però sense fixar al vorell de la placa facial anterior.

- Ulls, a ambdós costats superiors de la glabel·la a una alçada mitjana de les plaques facials.

### Apèndixs

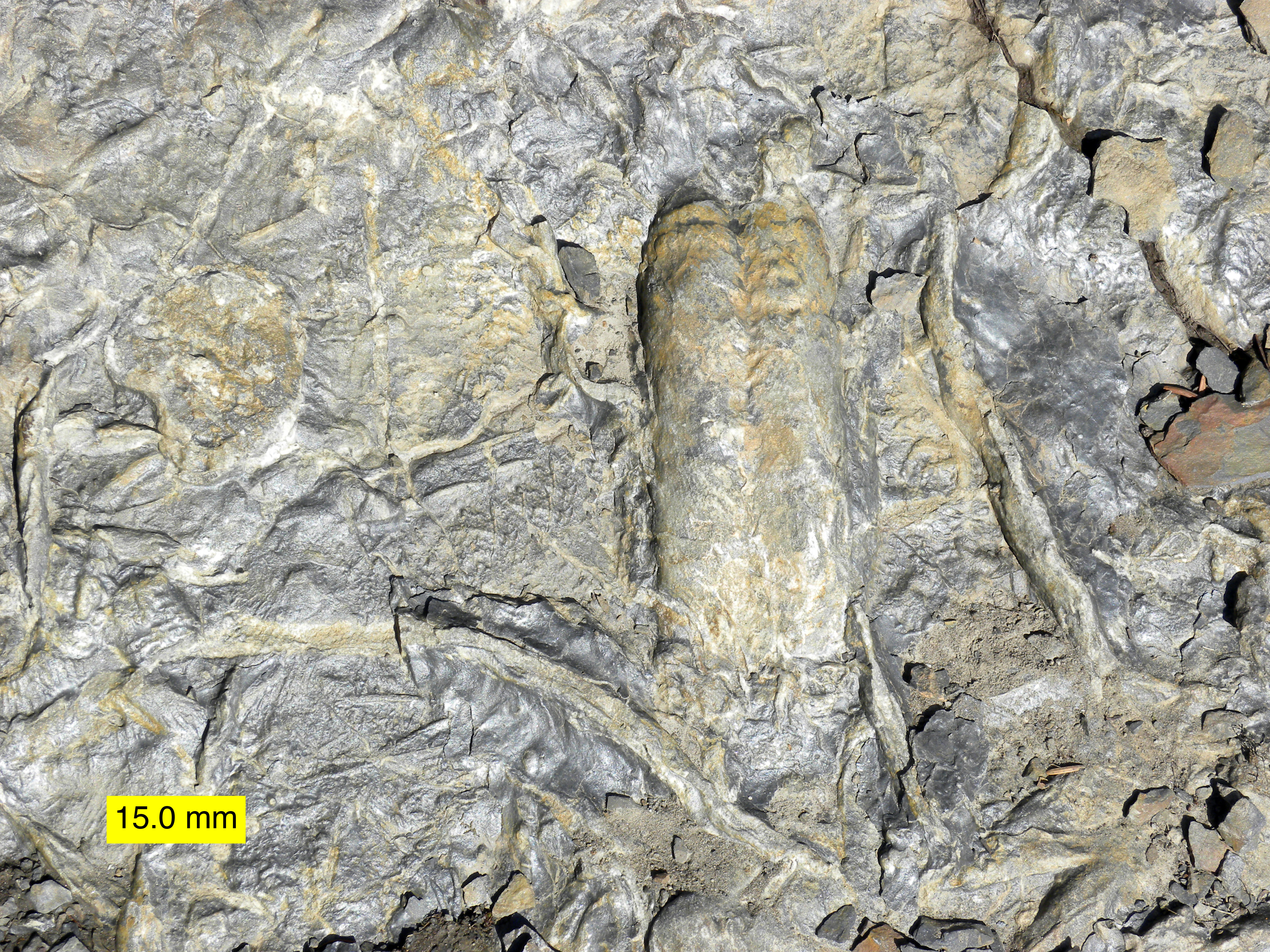
Rastre fòssil (icnofòssil) deixat per trilobits en forma de solcs paral·lels estriats, al vorell esquerre de la imatge, trobat a Extremadura.

A banda de les antenes preorals, situades a ambdós costats de l'hipostoma i del llavi, tota la resta dels apèndixs són birramis.
Cada exopodi consta d'uns sis segments, similars als de la resta d'artròpodes primerencs. El primer segment també consta d'un epipodi amb forma de ploma, o brànquia, que s'utilitzava per respirar i nedar.
Mentrestant, els endopodis s'utilitzaven per moure's sobre la superfície del fons abissal (el rastre de les seves marxes s'ha arribat a conservar en alguns casos). D'altra banda, malgrat que no disposaven de maxil·les o pinces, de vegades sí que presentaven una sèrie de dents, especialment al primer segment, la coxa, i en alguns espècimens s'estenien a tots els segments d'alguns endopodis, i els podien fer servir per triturar l'aliment.
Les extremitats estaven protegides per unes projeccions laterals anomenades lòbuls pleurals, que s'estenien cap enfora des del lòbul axial central.

### Exoesquelet
Encara que només la part dorsal funcionava com un blindatge - similar a una cuirassa articulada- la resta del seu exoesquelet també era bastant dur.
Durant les mudes, l'exoesquelet se solia seccionar entre el cap i el tòrax. Això explica per què, en tants fòssils de trilobits, manca una de les dues parts - molts dels fòssils conservats són, en realitat, restes de les seves mudes-. També es pot observar que, a la majoria dels grups, es presenten dues sutures facials laterals per facilitar el procés d'ècdisi. La conservació de fòssils en diferents etapes del procés ajuda a establir la seqüència, que s'iniciaria amb el seccionament facial.
Els laterals del cap també solen constar d'un parell d'ulls compostos amb forma de protuberàncies o mitges llunes. Aquests ulls eren sorprenentment evolucionats en algunes espècies. De fet, els trilobits foren els primers animals a desenvolupar ulls funcionals, fa uns 543 milions d'anys, i s'ha postulat que l'aparició d'ulls fou uns dels factors determinants de l'explosió cambriana.

### Altres formacions morfològiques

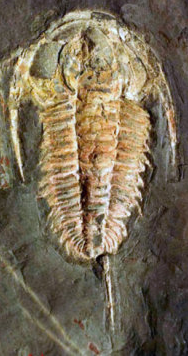
Trilobit redlíquid del període Cambrià inferior, trobat al sud d'Austràlia. S'hi poden observar formes espinoses a banda i banda del cèfalon. Les formacions espinoses no són exclusives de l'ordre dels líquids.

Alguns trilobits, com els líquids, desenvoluparen formes espinoses elaborades, des de l'Ordovicià fins a la fi del període Devonià. S'han trobat exemplars d'aquests espècimens a la formació de Hamar Laghdad d'Alnif al Marroc. Altres exemplars de trilobits, amb formacions espinoses més grosses i elaborades, han estat trobats a l'oest de Rússia i d'Ontario, Canadà. Aquestes formes espinoses podrien haver estat una resposta defensiva a l'aparició dels peixos.
També s'han trobat trilobits que disposen de banyes al cap, similars a les d'alguns coleòpters moderns. Basant-se en la mida, la localització i la forma de les banyes, Rob Knell, un biòleg de la Universitat Queen Mary de Londres, i Richard Fortey, del Museu d'Història Natural de Londres, conclogueren que la utilitat més probable de les banyes fos la lluita per l'aparellament. Si fos així, els trilobits serien els primers exemplars amb aquest comportament. L'estudi només es referia a la família dels rafiofòrids però les conclusions es poden aplicar a altres grups també, com ara Walliserops trifurcates.

### Mida
La mida dels trilobits va des d'1 mm fins a 72 cm, tot i que la majoria es mou entre 2-7 cm. El trilobit més gros del món, Isotelus rex, fou trobat el 1998 per uns científics canadencs a la riba de la badia de Hudson.

## Òrgans sensorials[calcitació]

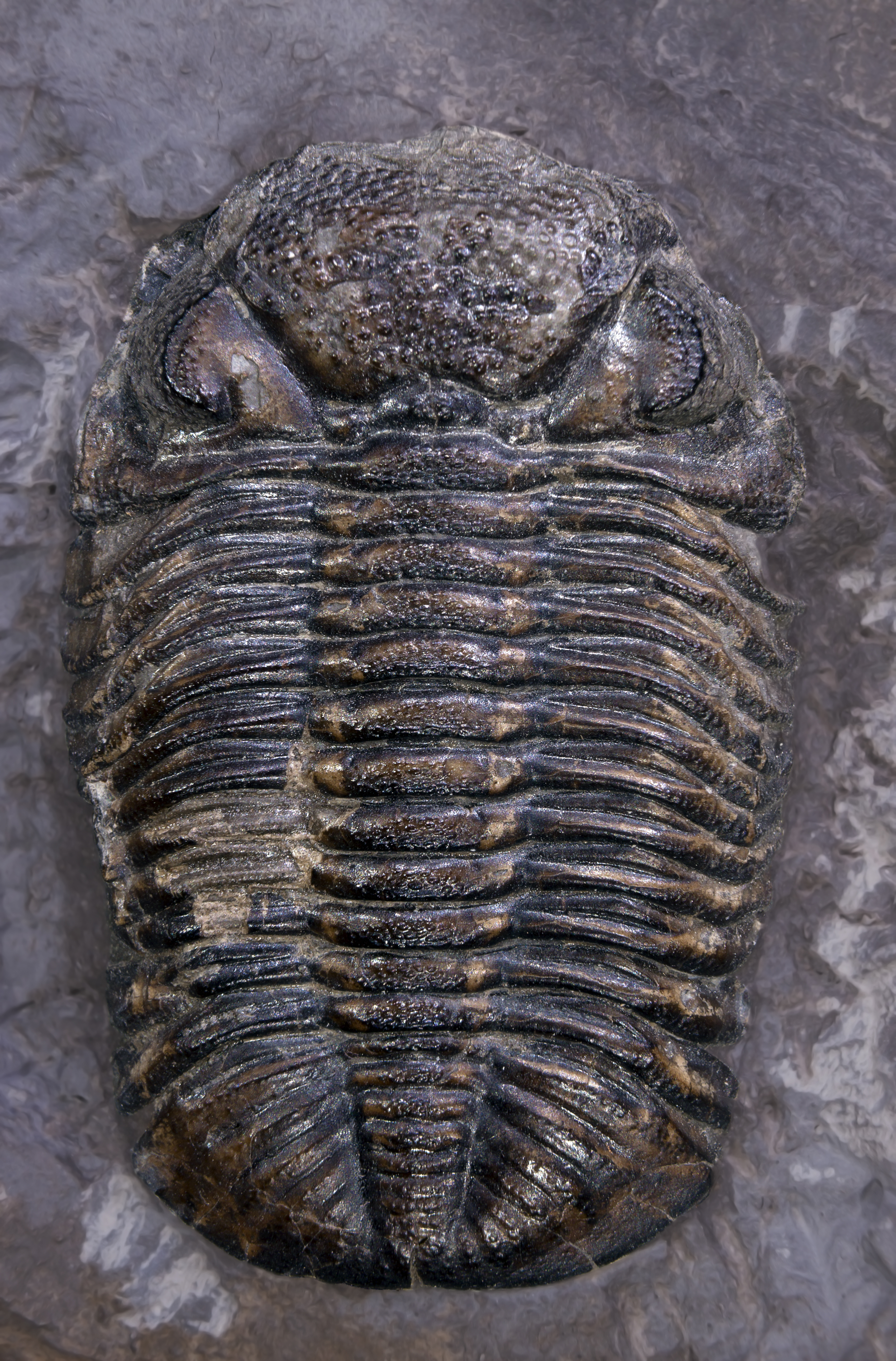
Exemplar de Phacops rana amb grans ulls esquizocroals.

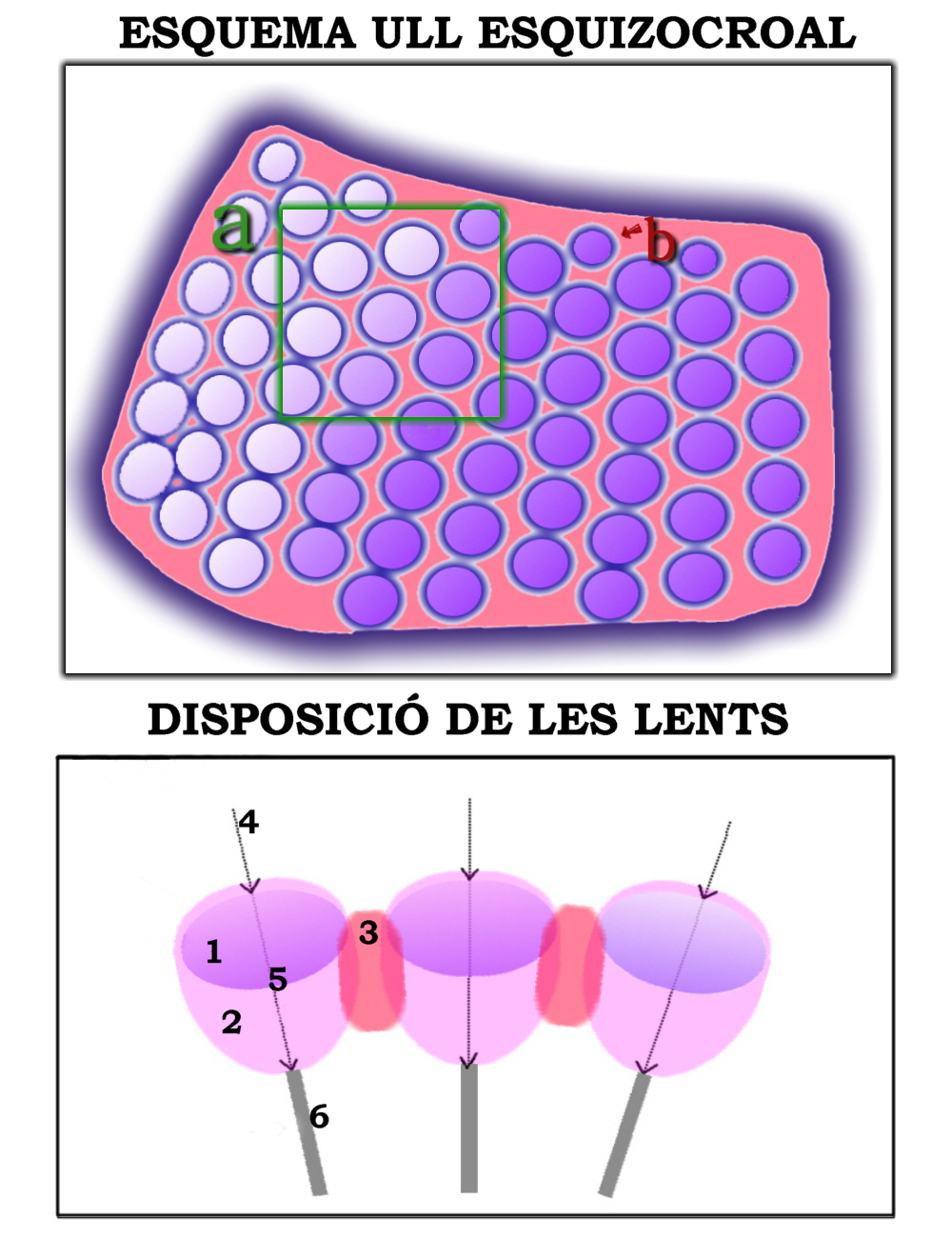
Fig. a distribució hexagonal de les lents. Fig. b petites noves lents a cada muda.
Imatge inferior:
1- Lent
2- Còrnia individual
3- Capa escleròtica
4- Raig incident de llum
5- Eix cristal·logràfic
6- Cèl·lula receptora

Les antenes eren el primer parell d'apèndixs del cèfalon dels trilobits. Estaven situades abans de la boca a ambdós costats del plec labial o labrum, i possiblement s'utilitzaven com a òrgans sensitius de l'olfacte o del gust. A diferència de la resta d'extremitats, eren unirràmies però amb moltes articulacions, disposades des del cos de major a menor longitud. Alguns espècimens també presentaven antenes al pigidi.
En general, la zona ventral dels trilobits era molt més delicada, però s'han trobat exemplars que l'han conservat, com els Olenoides serratus trobats als esquists de Burgess (Canadà), que també conservaven l'empremta de la resta d'extremitats.
Quant als ulls, algunes espècies eren cegues, probablement perquè vivien a profunditats abissals, on la llum no podia arribar. Altres, com ara Phacops rana, en tenien de molt grossos. Els ulls dels trilobits eren de calcita, un fet que n'ha facilitat la conservació en els fòssils. Les formacions pures de calcita són transparents, i els trilobits haurien utilitzat els cristalls de calcita com si fossin lents. En aquest aspecte diferien de la majoria dels artròpodes, que solen tenir els ulls tous.
Les lents rígides dels ulls dels trilobits no es podrien adaptar als canvis d'enfocament com ho poden fer la còrnia i el cristal·lí dels ulls humans; tanmateix, la calcita formava una doble estructura interior, fornint una magnífica profunditat de camp amb una aberració esfèrica mínima.
Els ulls dels trilobits eren típicament compostos, amb cada lent es formava un prisma allargat. El nombre de lents en aquest tipus d'ulls era variable. Alguns trilobits en tenien només un i, per tant, aquests espècimens concrets només distingien entre la llum i la foscor. En canvi, altres en tenien milers a cada ull i les lents hi estaven disposades hexagonalment. Actualment hi ha equinoderms, com els de l'espècie Ophiuroidea wendtii amb ulls similars.
La superfície corneal dels ulls es desprenia amb cada muda, i així els ulls també anaven augmentant de mida amb la resta de l'animal, alhora que s'incrementava el nombre de lents.

### Tipologia ocular
Per la disposició interna i quantitat de prismes, empaquetats sempre hexagonalment, els ulls dels trilobits es poden classificar en tres tipologies:
- Holocroals, els ulls amb unes 15.000 diminutes lents, una al costat de l'altra, i recobertes en el seu conjunt per una única membrana corneal i sense cap recobriment escleròtic. És la tipologia més abundant i està present en tots els ordres de trilobits i en tots els períodes.
- Esquizocroals, generalment amb unes 700 lents més grosses i allargades. Cada lent té una còrnia individual i es troba separada per una gruixuda capa escleròtica, penetrada per cada còrnia. Aquesta tipologia només s'ha trobat en l'ordre dels facòpids.
- Abatocroals, amb unes 70 petites lents, cadascuna amb una còrnia individual que no penetra a la capa escleròtica que les separa. Només s'ha trobat aquesta tipologia en el gènere Eodiscina del període Cambrià.

Les estructures oculars internes s'han estudiat seccionant els diferents tipus d'ulls per observar-los amb microscopis d'alta resolució.

## Paleoecologia

### Cicle vital
Els trilobits eren ovípars i en la seva ontogènesi s'han observat diverses fases:
- La protaspis seria la primera fase de desenvolupament, quan dels seus ous sorgien petites larves, d'entre 0,5 i 5 mm i que només disposaven dels segments fusionats del cèfalon.
- La meraspis és el següent estadi de creixement, quan s'anaven desenvolupant els segments toràcics darrere del cèfalon, durant successives mudes.
- L'holaspis l'última etapa, transcorria des que s'havia completat el total de segments de la forma adulta fins a adquirir la seva mida final.

Aquest procés s'ha pogut estudiar gràcies a les restes fossilitzades de les seves ècdisis, que també han aportat dades sobre el dimorfisme sexual, en mida i ornamentació, d'algunes espècies.
Sobre la posta i cura dels ous encara existeix certa incertesa, però es consideren diverses possibilitats, com ara que els ous fossin dipositats, o que en tinguessin cura en un primer estadi, portant-los agafats a la part anterior i/o ventral del cèfalon.

### Nutrició
Els primers paleontòlegs a estudiar-los cregueren que els trilobits no podien haver estat depredadors, per la seva manca de mandíbules i de pinces que els ajudessin a apressar les seves preses.
Però gràcies a la seva gran dispersió i la diversitat dels seus hàbitats, així com el gran nombre d'espècimens conservats, s'han pogut constatar diferents costums tròfics, entre els quals hi podria haver hagut:
- Predadors i/o carronyaires: Actualment considerada la tipologia tròfica més extensa. Malgrat la manca de mandíbules i pinces, els trilobits disposaven d'unes formacions dentades en les seves potes. En algunes classes, aquestes formacions, les gnatobases només es troben al primer segment, la coxa; en altres, s'estenen per cada segment de l'extremitat. Podrien haver utilitzat aquestes "dents" de les potes per atrapar cucs i altres petites preses, així com per triturar-los abans de la seva ingesta. Una altra característica que es relaciona amb els hàbits depredadors són les glabel·les més voluminoses, per la necessitat d'un estómac més gros. També els hipostomes conterminants s'hi associen, per la necessitat d'un suport més sòlid per recolzar-hi la presa durant la seva ingesta.

- Filtradors - Hi ha diferents espècies que desenvoluparen unes formacions molt peculiars, amb forma d'escuts o semialetes, situades a ambdós costats del cèfalon. Aquestes formacions també disposen de porus i es considera que s'utilitzarien per filtrar les partícules nutrients de l'aigua.

- Suspensívors - Serien les espècies que s'alimentaven de detritus o algues, i se les relaciona amb la disposició dels hipostomes flotants, menys especialitzats i amb menys canvis evolutius dins d'una espècie.

- Planctívors - S'hi relacionen les espècies d'ulls grossos i cossos hidrodinàmics. Ambdues característiques són útils per trobar els bancs de plàncton.

### Sistema defensiu
Els trilobits en general disposaven d'un sistema defensiu basat en la transformació del seu cos en una càpsula gairebé hermètica en la majoria dels casos. Ho aconseguien replegant el cos, juntant el cèfalon amb el pigidi. Aquesta tàctica s'anomena enrotllament i se n'han trobat diferents variants segons l'espècie.
Dins de la càpsula quedaven protegides totes les extremitats i parts del cos més vulnerables. La situació externa dels ulls, a la part dorsal del cèfalon, permetia als trilobits romandre en aquesta forma fins que el perill hagués passat. Tanmateix, fins i tot en els agnòstids, que només tenien dos segments toràcics articulats, el procés d'enrotllament requeria una musculatura complexa per contreure l'exoesquelet i després tornar a la forma plana.
S'han descrit diferents tipus d'enrotllaments segons el grau d'hermetisme i la disposició dels segments toràcics i el pigidi:
- Esfèric: hi participaven tots els segments del cos i és el més comú. El cèfalon i el pigidi quedaven sobreposats, encara que algun dels dos fos una mica més gros que l'altre. És típic dels isopidis i els macropigidis.
- Doble: hi participaven tots els segments, però part del pigidi i del tòrax tornaven a replegar-se per encabir-se a dins de la càpsula.
- Discoïdal: tan sols es flexionava la part anterior del tòrax. La resta del tòrax i el pigidi quedaven amagats a només per sota. Aquest tipus era típic dels exemplars amb micropigidis.
- Incomplet: es donava en aquells trilobits que disposaven d'espines a la seva part ventral. Aquestes espines quedaven fora de la càpsula per més protecció.

També hi havia alguns tipus de trilobits que tenien una morfologia que no els hauria permès enrotllar-se, però sí que es podien enterrar al sediment, com de fet s'ha observat en exemplars fòssils, fins que passés el perill.

## Extinció[calcitació]
L'extinció de l'Ordovicià-Silurià, que fou molt menys important que la del Permià, eliminà gran part de la diversitat dels trilobits. Aquesta disminució del seu nombre i diversitat és sens dubte un dels factors que n'afavoriren la desaparició durant l'extinció del Permià, fa uns 250 milions d'anys, que en causà l'extinció total. Actualment es consideren els cefalocàrids com els animals vius més propers als trilobits.
Malgrat la coincidència de la disminució del seu nombre amb l'aparició dels primers taurons i altres peixos primitius als períodes Silurià i Devonià, no hi ha proves que aquest fos el motiu principal de la seva extinció total, sobre la qual existeixen diferents teories. Entre elles es troben els cicles de períodes de vulcanisme, la depredació massiva per part de noves espècies marines, o l'activitat de períodes cíclics de precipitació de meteorits.
Els canvis climàtics no s'observen com a causa, ja que durant tota l'evolució dels trilobits es produïren diversos canvis importants i no es donà cap augment o disminució significatius del nombre de trilobits.

## Sistemàtica per la classificació[calcitació]

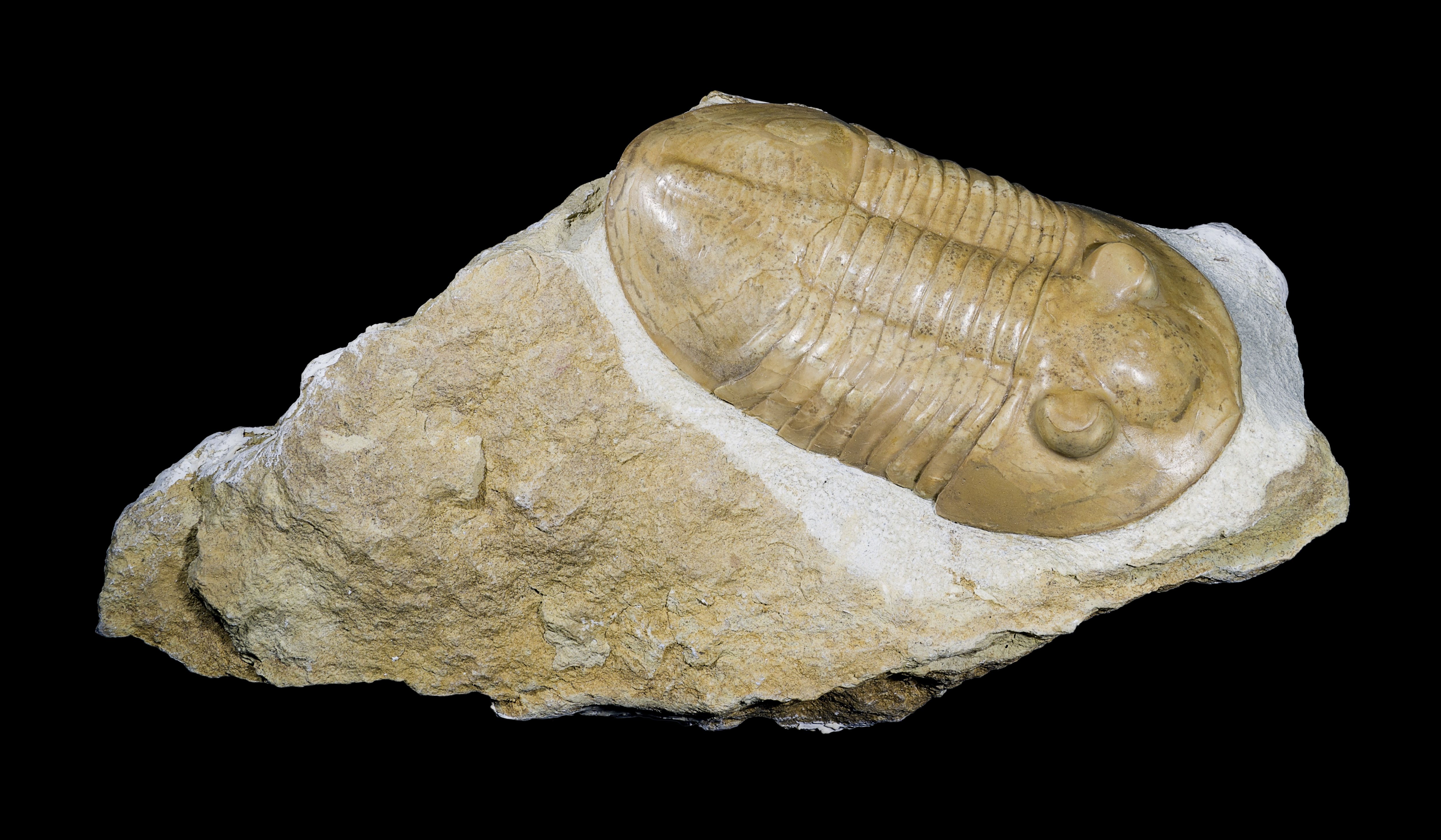
Pseudoasaphus praecurrens al Museu de Tolosa de Llenguadoc

La seva classificació es basa en els diferents trets morfològics del cèfalon, la segmentació del tòrax, la grandària del pigidi i diferents ornamentacions.
Dins l'estructura del cèfalon es poden classificar segons els següents trets:
- Sutures facials, segons el tipus de traçat se les anomena:
  - Propàries: les sutures facials acaben als marges laterals del cèfalon.
  - Opistopàries: acaben al marge posterior.
  - Gonatopàries: acaben a les puntes genals.
  - Metapàries: comencen i acaben al marge posterior.
  - Marginopàries: la sutura recorre tot el marge posterior.
- Glabel·la, forma i grandària.
- Ulls, la seva presència o manca, o la seva tipologia: holocroals, esquizocroals i abatocroals.
- Hipostoma, situació: connectat, desplaçat o flotant.

Segons tinguin més o menys nombres de segments al tòrax, es diu que aquest és més o menys desenvolupat, respectivament.
La grandària del pigidi és relativa a la grandària del cèfalon. Així, es classifica en:
- Macropigidi, si el pigidi és més bos que el cèfalon.
- Micropigidi, si el pigidi és més petit.
- Isopigidi, si són gairebé iguals.
- Subisopigidi, si el pigidi és només una mica més petit que el cèfalon.

També s'observa la fusió o no dels segments que componen el pigidi.
Les ornamentacions poden ser de tipus espinós, i es poden trobar en un sol o en tots els segments del seu exoesquelet. També poden ser formacions laminars cefàliques amb perforacions, com les dels filtradors.
Aquests trets són els que s'utilitzen per determinar també el parentiu dels ordres, tot i que cal observar-ne tota l'ontogènesi dins de cada ordre per no confondre trets convergents amb trets de parentiu.

## Jaciments de trilobits a Catalunya i rodalia[calcitació]
Els primers exemplars de trilobits al territori català foren descoberts arran del treball de preparació del mapa geològic de Barcelona de Jaume Almera, al segle xix. A causa de les condicions poc favorables per la seva conservació, les seves restes fòssils no són gaire destacables i els trilobits més antics són de l'Ordovicià superior. Principalment s'han trobat exemplars dels ordres dels pticopàrids, facòpids i proètids.
Les dues principals zones de restes del Paleozoic, on s'han trobat fòssils de trilobits, són la zona axial pirinenca i les serralades del litoral. Les següents dades sobre indrets on s'han trobat trilobits a Catalunya són anteriors a l'any 1988:
1. Període Ordovicià: Camprodon, Cornellà de Conflent, La Móra, Serdinyà i Sant Pere.
2. Període Silurià: Altron, Camprodon, Castellnou dels Aspres, Coll de Cantó, Espuig, Fullà, Llesp, Llessui, Montardit, Rialp, Toloriu-Bar i Vilafranca de Conflent.
3. Període Devonià: Ansovell, Arans, Bosc de Jújols, Bruguers, Camprodon, Castells, Cerler, Coll de Jou, Escaló, Gerri de la Sal, Isòvol, Llavén, Mont-ros, Olopte, Papiol, Pont de Bar, Santa Creu d'Olorda, Saünc, Serdinyà, Torres, Vilafranca de Conflent i Vilamajor.
4. Període Carbonífer: Cànoves, Escaladei, Escull des Francès, Ferragut Vell, Llinaritx Vell, Molins de Rei, Papiol, Puig d'Alp, Samalús i Vallcarca.